# Mongolski jezik
Mongolski jezik (монгол хэл, ᠮᠣᠩᠭᠣᠯ ᠬᠡᠯᠡ) službeni je jezik Mongolije. S 5,2 milijuna govornika, ima najviše govornika od svih mongolskih jezika. Za pisanje mongolskog koriste se ćirilica i mongolsko pismo.

## Rasprostranjenost
Mongolski jezik ima materinske govornike poglavito u Mongoliji te graničnim područjima okolnih država: Kine, Rusije i Kirgistana. 
Na području NR Kine, mongolski se govori u Unutarnjoj Mongoliji, gdje se nalazi gotovo 4,1 milijun mongola, te dijelovima pokrajina Liaoning, Jilin, Heilongjiang, Xinjiang, Gansu i Qinghai. Na cijelom području NR Kine, smatra se da mongolskim jezikom govori otprilike polovina tamošnjeg etnički mongolskog stanovništva, koje prema procjeni iz 2005. godine broji 5,8 milijuna pripadnika.
Na području Rusije, govornici mongolskog jezika nalaze se u Burjatiji, Kalmikiji, dijelovima Irkutske oblasti te Zabajkalskoga kraja, dok u Kirgistanskoj Isjakulskoj oblasti živi etnička skupina Sart-kalmika koji govore slabo zabilježenim ojratskim, odn. kalmičkim jezikom iz ojratske skupine srodne mongolskomu.